# Sieber (Herzberg am Harz)

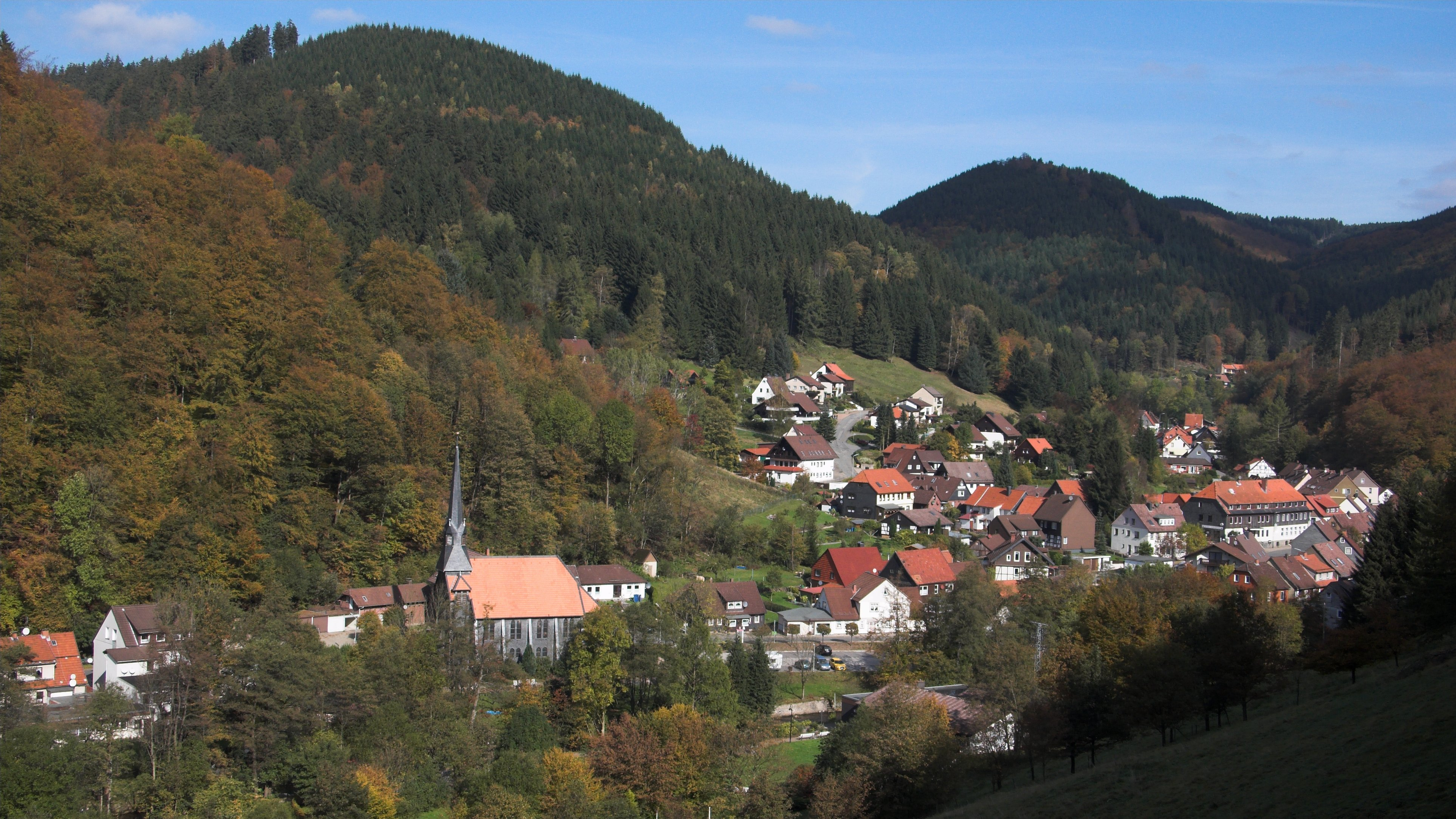
Ostteil von Sieber

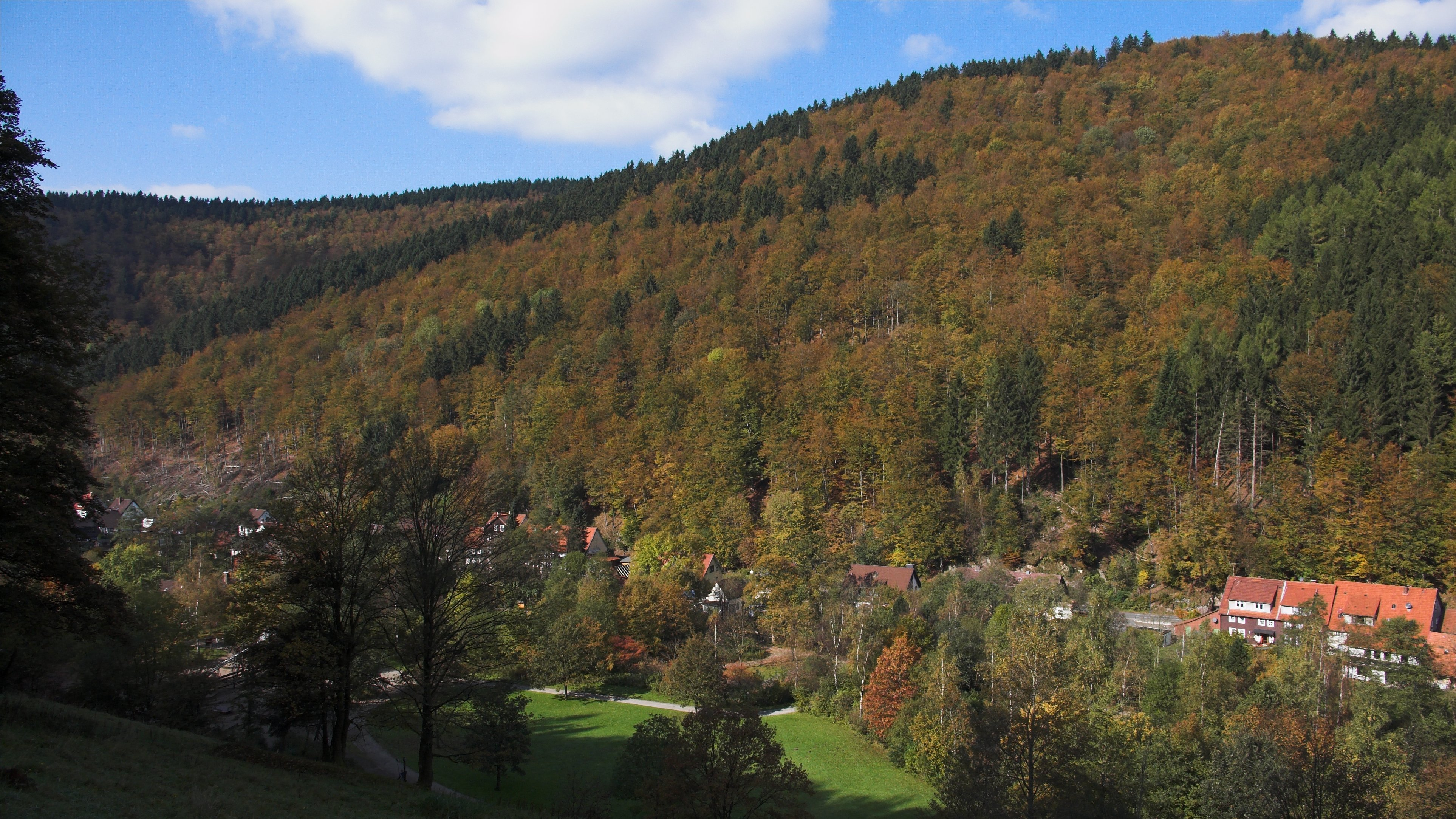
Westteil von Sieber

Sieber ist ein Bergdorf im Oberharz und Ortsteil von Herzberg am Harz im Landkreis Göttingen (ehemals Osterode) in Südniedersachsen (Deutschland). Es hat etwa 473 Einwohner (Stand: 31. Dezember 2023).

## Geographische Lage
Sieber liegt im Oberharz im Naturpark Harz etwa 7,5 km nordwestlich des Herzberger Kernorts. Es erstreckt sich von Nordosten nach Südwesten auf knapp 2,5 km Länge im engen Tal des das Dorf tangierenden Oder-Zuflusses Sieber und im Tal des Sieber-Zuflusses Goldenke auf etwa 320 bis 390 m ü. NN. Etwa 1,5 km westlich von Sieber liegt der Nationalpark Harz, und das Naturschutzgebiet Siebertal grenzt im Rahmen der Sieber direkt an das Dorf.

## Geschichte
Der Ortsname geht auf den Fluss Sieber zurück, der erstmals 1287 als „Sevena“ schriftlich bezeugt ist. Es liegt die indogermanische Wurzel *seu-/*sou- (regnen, rinnen) zugrunde, die ein häufiges Basismorphem für Hydronyme in Europa darstellt. Die Siedlung ist erstmals 1594 als „in der Seuer“ nachzuweisen, vermutlich war damit anfangs nur eine Eisenhütte gemeint (1670: „die Eisenhütte, die Sieber benahmet“).
In Sieber war der Bergbau zu Hause. Später kamen Holzschleifereien hinzu, die für die Herzberger und Rhumspringer Papierfabriken Vorprodukte herstellten. Die Gebäude der Holzschleifereien sind noch vorhanden, aber in einem sehr desolaten Zustand. Darüber hinaus stellte die Forstwirtschaft über mehrere Jahrhunderte einen wichtigen Arbeitgeber. Dazu zählte auch das ehemalige Forsthaus Schluft im oberen Siebertal, welches 1714 als Rinderstall verzeichnet war und 1974 im Rahmen einer Feuerwehrübung „warm abgerissen“ wurde.
Im Jahre 1900, als Sieber bereits als „klimatischer Kurort“ bekannt war, zählte man 742 Kurgäste und 575 Einwohner.
Von den 1960er Jahren bis in die 1980er Jahre wurden seitens der Harzwasserwerke Pläne verfolgt, im Bereich des Dorfs Sieber am Fluss Sieber oder ober- und unterhalb des Dorfes die Siebertalsperre zu errichten. Das Projekt wurde aufgrund deutlichen Widerstands von Anwohnern insbesondere aus Südharzer Ortschaften aufgegeben.
Sieber gehörte zum Landkreis Zellerfeld. Am 1. Juli 1972 wurde dieser aufgelöst. Sieber wurde in den Landkreis Osterode am Harz übernommen und in die Stadt Herzberg am Harz eingegliedert.

## Politik
Der Ortsrat setzt sich aus neun Ratsleuten zusammen (Veränderungen zu 2016).
- SPD: 7 Sitze (±0)
- Grüne: 1 Sitz (+1)
- CDU: 1 Sitz (−1)

(Stand: Kommunalwahl am 12. September 2021)

## Verkehr
Verkehrsmäßig angeschlossen ist der Ort über die L 521 (Herzberg–Silberhütte). Die nächstgelegene Eisenbahnzugangstelle ist der Haltepunkt Herzberg Schloß.

## Kultur und Sehenswürdigkeiten

### Kirche

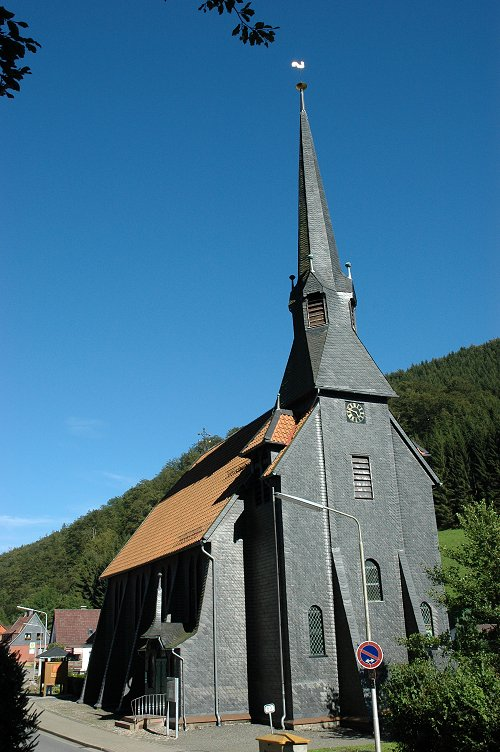
Kirche St. Benedictus

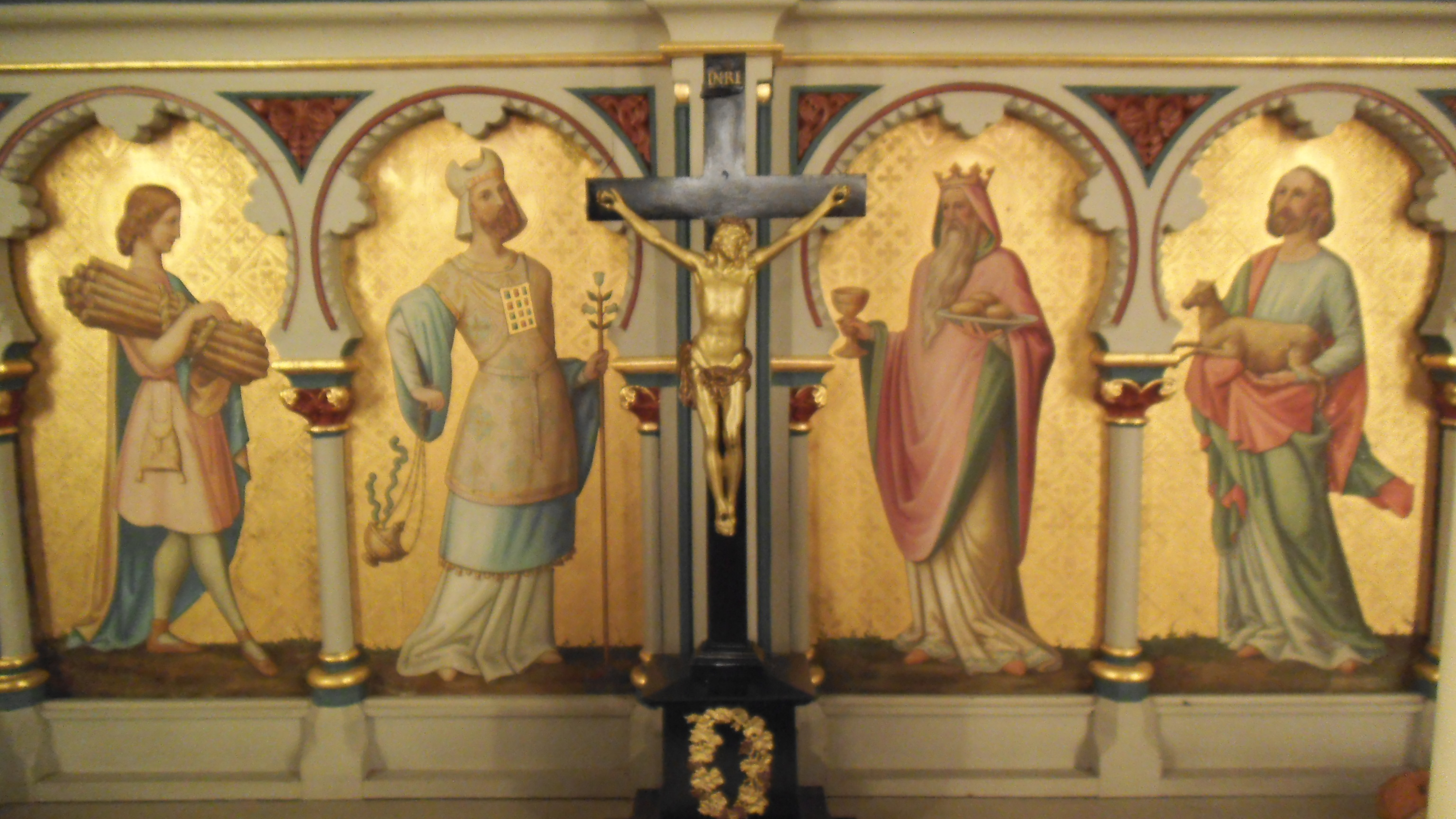
Tafelbilder in der Kirche

1887 wurde etwa in der Ortsmitte von Sieber die evangelische Kirche St. Benedictus im nordischen Stil mit einem 35 m hohen Turm erbaut. Der Holzbau wurde mit Schiefer verkleidet. Es ist die zweite Kirche.
Zuvor gab es Kapellen. Die Kirchenorgel ist ein 2008 von Krawinkel in einen Prospekt von Engelhardt eingebautes Instrument. Auf den vier gemalten Tafelbildern wird das Thema Opfer dargestellt (von links nach rechts): Isaak, der Sohn Abrahams, mit einem Holzbündel; Aaron, der Hohepriester, mit einem grünenden Stab; Melchisedek, der König von Salem, mit Brot und Wein; Abraham, der Erzvater des Volkes Israel mit einem Widder. Die Kirchengemeinde gehört zum Kirchenkreis Harzer Land.
Neben dem Friedhof, vor dem neuen Feriendomizil "Schleiferei II" findet sich eine Kriegsgräberstätte für 38 im April 1945 ums Leben gekommene deutsche Soldaten und fünf Zivilisten.

### Wandern
Sieber ist Ausgangspunkt vieler Wanderwege, beispielsweise des Panoramawegs entlang der Südseite des Siebertals (die ersten beiden Bilder wurden von diesem Weg aus gemacht). Ein leichter Wanderweg führt zum etwa 2,5 km südwestlich stehenden Hotel Zum Paradies. Schwerere und längere Wanderwege verlaufen zur Hanskühnenburg, dem Großen Knollen und nach Sankt Andreasberg. Rund um den Ort führt ein Naturerlebnispfad mit 11 Informations- und Spielstationen. Von Sieber aus sind mindestens vier Wanderziele erreichbar, die in das System der Stempelstellen der Harzer Wandernadel einbezogen sind: Hanskühnenburg, Schutzhütte Waidmannsruhe, Schadenbeeksköpfe und der Große Knollen. Sieber liegt am Harzer Baudensteig.

### Harzer Berglauf
Sieber war Start- und Zielort des Harzer Berglaufs, der bis 2012 vom MTV Herzberg (Männer-Turn-Verein) alljährlich im Juni organisiert wurde.

## Persönlichkeiten

### Söhne und Töchter des Ortes
- Wilhelm Pook (1905–1993), Architekt und Landesplaner

### Personen, die mit dem Ort in Verbindung stehen
- Wilfried Ließmann (* 1958), Mineraloge und Montanhistoriker, wuchs in Sieber auf.